# Gamalama

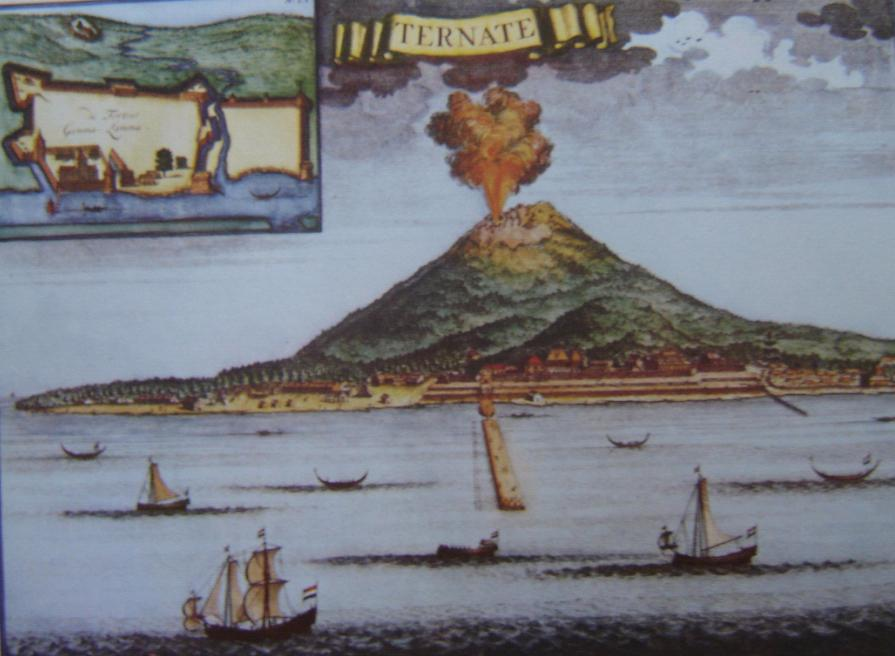
Erupcja wulkanu Gamalama na rycinie nieznanego autora z 1720 roku

Gamalama – czynny wulkan na wyspie Ternate w Indonezji; zaliczany do stratowulkanów. Wysokość 1715 m n.p.m.; posiada kilka kraterów, w których utworzyły się jeziora.
Od 1538 roku zanotowano ponad 80 erupcji, kilka z nich spowodowało ofiary śmiertelne.
W czasie erupcji w 1980 r. ponad 30 tys. mieszkańców wyspy było zmuszonych do ucieczki na pobliską wyspę Tidore.
Ostatnie silne wybuchy w latach 2011 (lahary spowodowały wówczas śmierć 4 osób, wiele osób odniosło rany, a tysiące ewakuowano) oraz 2012.